# Александровский сельсовет (Ставропольский край)
Алекса́ндровский сельсовет — упразднённое сельское поселение в Александровском районе Ставропольского края Российской Федерации.
Административный центр — село Александровское.

## География
Находился в центральной части Александровского района. Площадь сельсовета — 409 км².
Расстояние от центра сельсовета до краевого центра — 105 км:5.
Удалённость населённых пунктов сельсовета от административного центра сельсовета: 
- п. Дубовая Роща — 12 км,
- п. Лесная Поляна — 10 км,
- х. Харьковский — 10 км[3]:8.

## История
В феврале 1924 года образован исполком Александровского сельсовета.
23 июня 1925 года от Александровского сельсовета во вновь образованный Томузловский сельсовет отошли хутора Батищевский, Дубовый, Дубовый Родник, Заря, Косовский и товарищество «Энергия»:262. Позже к сельсовету Конезавода № 170 отошли хутора Петровка и Светлокумский:7, на 1 октября 1926 года числившиеся в составе Александровского сельсовета.
1 марта 1928 года из Круглолесского сельсовета в Александровский передан посёлок Кавказский, впоследствии вошедший в состав сельсовета Конезавода № 170:7.
6 декабря 1928 года к Александровскому сельсовету присоединены хутора Ореховый, Дубовый родник и Киселевая балка Томузловского сельсовета.
На основании Указа Президиума Верховного Совета РСФСР от 18 июня 1954 года, Александровский и Томузловский сельсоветы были объединены в один Александровский сельсовет.
По данным 1966 года, в составе Александровского сельсовета значились хутора Дубовый, Красное знамя и Маяк:6, которые на 18 ноября 1957 года относились к Круглолесскому сельсовету.
Решением Ставропольского крайисполкома от 12 августа 1970 года село Александровское и село Томузловское, как фактически слившиеся между собой, объединены в один населённый пункт — село Александровское.
9 февраля 1972 года посёлок Александровского лесничества Александровского сельсовета был переименован в посёлок Лесная Поляна; посёлок плодопитомника и хутор Дубовый Александровского сельсовета, фактически слившиеся в один населённый пункт, переименованы в посёлок Дубовая Роща.
В 1972 году из Китаевского сельсовета в Александровский передан хутор Харьковский.
В 1983 году упразднены хутора Красное знамя, Михайловский и Новый Маяк (бывш. Маяк), ранее входившие в состав Александровского сельсовета.
Статус и границы сельского поселения установлены Законом Ставропольского края от 4 октября 2004 года № 88-КЗ «О наделении муниципальных образований Ставропольского края статусом городского, сельского поселения, городского округа, муниципального района».
С 16 марта 2020 года все муниципальные образования Александровского муниципального района были объединены в Александровский муниципальный округ.

## Население
| 1989    | 2002    | 2010    | 2011    | 2012    | 2013    | 2014    |
| ------- | ------- | ------- | ------- | ------- | ------- | ------- |
| 27 037  | ↗28 540 | ↘28 240 | ↘28 130 | ↗28 229 | ↗28 233 | ↘27 763 |
| 2015    | 2016    | 2017    | 2018    | 2019    | 2020    |         |
| ↘27 263 | ↘26 909 | ↘26 502 | ↘26 012 | ↘25 803 | ↘25 647 |         |

Национальный состав
Состав населённых пунктов сельсовета (проживающие национальности) по данным переписи 1926 года:253:
- с. Александровское (из 13 287 жителей 11 942 — великороссы, 900 — украинцы);
- х. Дальневосточный (из 25 жителей 21 — великороссы, 4 — мадьяры);
- х. Михайловский (из 135 жителей 108 — великороссы, 27 — украинцы);
- х. Нацмен (из 35 жителей 35 — евреи);
- х. Петровка (из 66 жителей 66 — великороссы);
- х. Светлокумский (из 115 жителей 85 — великороссы, 30 — украинцы).

По итогам переписи населения 2010 года на территории муниципального образования проживали следующие национальности (национальности менее 1 %, см. в сноске к строке «Другие»):
| Национальность | Численность | Процент |
| -------------- | ----------- | ------- |
| Русские        | 24 883      | 88,11   |
| Цыгане         | 842         | 2,98    |
| Армяне         | 664         | 2,35    |
| Даргинцы       | 477         | 1,69    |
| Другие         | 1374        | 4,87    |
| Итого          | 28 240      | 100,00  |

## Символика
Герб и флаг сельского поселения утверждены 10 ноября 2004 года и 28 декабря того же года внесены в Государственный геральдический регистр РФ (герб под номером 1706, флаг под номером 1707).
Описание герба: «В золотом поле над узкой лазоревой оконечностью червлёная башня со сквозной аркой, обременённая обращённым прямо серебряным русским шлемом (ерихонкой); щит увенчан золотой башенной короной о двух зубцах».
Червлёная башня с аркой напоминает об истории села Александровского, возникшего как крепость. Цвет башни также связан с именем Александр, а в форме арки угадывается буква А — начальная в названии имени и села. Cеребряный русский шлем (ерихонка) — символ русского воинства, которому село обязано своим основанием. Изображение шлема также «ассоциируется со святым Александром Невским, в честь которого была названа крепость Александровская», заложенная «солдатами Кабардинского пехотного полка и казаками Волжского полка». Лазоревая оконечность щита символизирует «речку Томузловку, на которой основано село и которая снабжает его водой».
Флаг представлял собой «прямоугольное полотнище жёлтого цвета с голубой полосой вдоль нижнего края, несущее в центре жёлтой части красный силуэт башни и на её фоне — белый русский шлем».
Символика Александровского сельсовета разработана при участии члена краевой геральдической комиссии, художника-геральдиста Игоря Леонидовича Проститова.

## Состав сельского поселения
| № | Населённый пункт | Тип населённого пункта       | Население |
| - | ---------------- | ---------------------------- | --------- |
| 1 | Александровское  | село, административный центр | ↘25 313   |
| 2 | Дубовая Роща     | посёлок                      | ↗380      |
| 3 | Лесная Поляна    | посёлок                      | ↗106      |
| 4 | Харьковский      | хутор                        | ↗249      |

В январе 1924 года Александровский уездный исполнительный комитет утвердил «работу по районированию уезда на 2 района» (Александровский и Курсавский), а также состав создаваемых в них сельсоветов. УИК, в частности, постановил: определить сельсовет «в сел. Александровском [Александровского района] со включением сюда хуторов: Жуковского, Дубовского, с оставлением в них института уполномоченных со штатом в 7 человек».
В 1925 году в Александровский сельсовет входили село Александровское, хутора Батищевский (Батищев), Дубовый, Дубовый Родник (Дубовский родник), Заря, Косовский, Михайловский, Петровка, «Трудовой пахарь» и товарищество «Энергия»:262.
На 1 октября 1926 года в составе сельсовета были село Александровское и хутора Михайловский, Петровка, Светлокумский, Нацмен.
В 1953 году сельсовет объединял село Александровское и хутора Агролесопитомник, Александровское лесничество, Михайловский.
На 18 ноября 1957 года сельсовет включал сёла Александровское и Томузловское, хутор Михайловский.
В 1959 году состав сельсовета был следующим: сёла Александровское и Томузловское, посёлок Гослесопитомник, хутор Михайловский.
На 1 марта 1966 года в сельсовет, кроме села Александровского, входили село Томузловское, посёлки Александровское лесничество, Плодопитомник, хутора Дубовый, Красное знамя, Маяк, Михайловский:6.
На 25 марта 1971 года сельсовету подчинялись: село Александровское, учхоз зооветтехникума, хутора Дубовый, Красное знамя, Маяк, Михайловский, Александровское лесничество, Александровский плодосовхоз.
Состав сельсовета на 1 января 1983 года: село Александровское, посёлки Дубовая Роща, Лесная Поляна, хутор Харьковский:8.

## Местное самоуправление

### Дума Александровского сельсовета
Срок полномочий депутатов — 5 лет; дата избрания депутатов — 18 сентября 2016 года; количество депутатов — 15 чел.
Председатели Думы
- Теряева Евгения Васильевна (на непостоянной основе);
- Брихачёв Николай Васильевич (на постоянной основе)[33].

### Администрация Александровского сельсовета
Главы администрации
- с 13 марта 2011 года — Кононенко Иван Иванович (срок полномочий — 5 лет);
- с 19 октября 2016 года — Брихачёв Николай Васильевич (срок полномочий — 5 лет)[33][34].